# بل اچ-۱۲
بل اچ-۱۲ (به انگلیسی: Bell H-12) یک بالگرد ساختِ کارخانهٔ بل هلیکوپتر در کشور ایالات متحده آمریکا و کانادا است. نخستین استفاده‌کنندهٔ این بالگرد نیروی هوایی ایالات متحده آمریکا بوده‌است. این بالگرد برای نخستین بار در ۱۹۴۶ میلادی مورد استفاده قرار گرفت.